# Assetto Corsa
Assetto Corsa — компьютерная игра в жанре автосимулятора, разработанная итальянской студией Kunos Simulazioni. Игра базируется на применении реального гоночного опыта с поддержкой расширенных настроек и модификаций. Релиз игры в раннем доступе состоялся 8 ноября 2013 года в Steam.

## Разработка
Assetto Corsa была разработана для того, чтобы как можно лучше передать реальный опыт вождения, с возможностью играть как в режиме одиночной игры, так и по сети, в игре представлены официально лицензированные трассы и автомобили, созданные с применением технологии лазерного сканирования. Игра предоставляет игроку возможность подробно настроить свой автомобиль, а также создавать различные модификации для игры.
Kunos Simulazioni создали Assetto Corsa пользуясь опытом, полученным при создании игр netKar Pro и Ferrari Virtual Academy, обе эти игры были известны в данном жанре за счёт их продвинутых физических моделей и динамики. Kunos Simulazioni приобрели практические знания за счёт того, что их R&D офис располагается прямо на трассе Валлелунга. В игре будут представлены известные трассы многих стран, знаменитые марки автомобилей, гоночные прототипы, исторические машины, одноместные машины и известные иконы автоспорта, когда-либо созданные.
Технология Assetto Corsa развивалась в течение довольно долгого времени. Разработка началась в 2010 совместно с созданием виртуальной автошколы Automobile Club d'Italia. В 2011 году Kunos перенесли разработку на игровой движок Unity, однако в связи с многими неудобствами связанными с долгой загрузкой, моддингом и многими другими проблемами они от него отказались. В конце концов они разработали свой собственный движок в конце 2011 года, на котором игра и работает.

## Дополнения
24 декабря 2014 года было выпущено первое бесплатное дополнение (версия 1.0.1), которое добавило в игру RUF CTR Yellowbird 1987 года. Первое платное дополнение вышло в свет 11 марта 2015 года под названием Dream Pack 1. Дополнение содержало в себе 10 автомобилей и 1 трассу — Nürburgring Nordschleife.

### Бесплатные дополнения
| Дата                 | Версия | Автомобили                                                                                           | Трассы                                                 |
| -------------------- | ------ | --- | ------------------------------------------------------ |
| 24 декабря 2014 года | 1.0.1  | RUF CTR Yellowbird 1987                                                                              | —                                                      |
| 31 июля 2015 года    | 1.2    | Alfa Romeo MiTo QV, Audi Sport Quattro, Lamborghini Miura P400 SV Nissan R35 GT-R NISMO, Toyota GT86 | Circuit Park Zandvoort                                 |
| 25 ноября 2015 года  | 1.3.5  | Audi R8 V10 Plus                                                                                     | —                                                      |
| 31 марта 2016 года   | 1.5    | Chevrolet Corvette C7 Stingray, Ford Mustang 2015, Abarth 595 EsseEsse                               | Black Cat County, Vallelunga classic                   |
| 14 июля 2016 года    | 1.7    | Maserati Levante S 2017.                                                                             | —                                                      |
| 26 августа 2016 года | 1.8    | Audi S1 (A1).                                                                                        | Monza: 1966 Junior Course и 'Sopraelevata' Full Course |
| 25 октября 2016 года | 1.9    | Porsche Panamera G2 Turbo.                                                                           | —                                                      |

### Платные дополнения
| Название                      | Дата                  | Версия | Автомобили | Трассы                        |
| ----------------------------- | --------------------- | ------ | --- | ----------------------------- |
| Dream Pack 1                  | 11 марта 2015 года    | 1.1    | Alfa Romeo 4C, Alfa Romeo GTA, Alfa Romeo 155 V6 Ti, BMW M235i Racing, Chevrolet Corvette C7.R, McLaren P1, McLaren F1 GTR, Mercedes 190E Evo II, Sauber-Mercedes C9, Nissan GT-R NISMO.       | Nürburgring Nordschleife      |
| Dream Pack 2                  | 8 октября 2015 года   | 1.3    | Audi R8 LMS ultra, BMW M4 Coupé, Ford GT40 Mk I, Scuderia Cameron Glickenhaus SCG 003C, Lamborghini Countach 5000 Quattrovalvole, Lamborghini Huracán GT3, RUF Rt 12 R.                        | Catalunya circuit             |
| Dream Pack 3                  | 15 декабря 2015 года  | 1.4    | Abarth 500 Assetto Corse, Ford Escort RS 1600, Lamborghini Huracàn Super Trofeo, McLaren 650S GT3, Mercedes-AMG GT3, Lotus 25, Lotus 72, Lamborghini Gallardo LP 570-4 Superleggera.           | Brands Hatch circuit          |
| Japanese Pack                 | 18 мая 2016 года      | 1.6    | Mazda MX-5 ND 2016, 2016 Mazda MX-5 Cup car, Mazda RX-7 FD Spirit R, 2016 Nissan 370Z NISMO, Nissan R34 Skyline GT-R V-Spec, Toyota Supra A80, Toyota AE86.                                    | —                             |
| Red Pack                      | 14 июля 2016 года     | 1.7    | 2013 Ferrari F138, 2015 Ferrari SF15-T, Ferrari 488 GT3, Lamborghini LP 750-4 Aventador SV, Maserati 250F, Maserati GranTurismo MC GT4.                                                        | Red Bull Ring (GP и National) |
| Tripl3 Pack                   | 26 августа 2016 года  | 1.8    | Ferrari FXX-K, Praga R1, Ferrari 488 GTB. | —                             |
| Porsche Pack Volume 1         | 25 октября 2016 года  | 1.9    | 2015 Porsche 911 Carrera S, Porsche 918 Spyder, 1974 Porsche 911 Carrera RSR 3.0, Porsche 718 Cayman S, Porsche 917/30 Spyder, Porsche 935/78 «Moby Dick», Porsche Cayman GT4 Clubsport.       | —                             |
| Ready To Race Pack            | 18 мая 2017 года      | 2.0    | Audi R8 LMS 2016, Audi R18 e-tron quattro, Audi TT Cup 2016, Audi TT RS (VLN), Lotus 3-Eleven, Maserati MC12 GT1, McLaren 570S, McLaren P1 GTR, Toyota Celica ST185 Turbo, Toyota TS040 Hybrid | —                             |
| Ferrari 70th Anniversary Pack | 19 сентября 2017 года | 2.1    | Ferrari 1962 250 GTO, Ferrari 1967 330 P4, Ferrari 1967 312/67, Ferrari 1984 GTO, Ferrari 2004 F2004, Ferrari 2017 812 Superfast, Ferrari 2017 SF70H                                           | —                             |

## Ранний доступ
8 ноября 2013 года состоялся релиз игры в Steam Early Access. Этот сервис позволил разработчикам предоставить пользователям уже рабочую, но всё ещё не полную версию продукта. На данный момент, в поддержку программы Early Access, разработчики выпускают каждые 2 недели обновления, содержащие новые автомобили и трассы.

## Отзывы и рецензии
| Сводный рейтинг    | Сводный рейтинг                     |
| Агрегатор          | Оценка                              |
| ------------------ | ----------------------------------- |
| GameRankings       | PC: 85 % PS4: 64,62 % XONE: 58 %    |
| Metacritic         | PC: 85/100 PS4: 73/100 XONE: 64/100 |
| Иноязычные издания |                                     |
| Издание            | Оценка                              |
| Destructoid        | 4/10 (PS4)                          |
| Eurogamer          | 9/10 (PC)                           |
| IGN                | 9,5/10 (PC)                         |
| PC PowerPlay       | 8/10 (PC)                           |
| GamesMaster        | 69/100 (PS4)                        |

ПК-версия автосимулятора получила положительные отзывы критиков, а консольные — смешанные отзывы. Рецензенты остались недовольны многочисленными недоработками игры: сложным и запутанным интерфейсом, неинтуитивными настройками, однообразной системой состязаний. Также критике подвергся режим карьеры, который один из обозревателей назвал спартанским. Фёдор Сивов из «Игромании описал Assetto Corsa как «кондовый, старомодный, но увлекательный гоночный симулятор».
Среди положительных сторон игры отмечается проработанная симуляция вождения и детальная настройка болидов. Впрочем, есть критики, которые считают, что маленькое количество трасс, невнятное окончание гонки, отсутствие погодных эффектов и взаимодействия с механиками на пит-стопах лишают Assetto Corsa атмосферы гоночного соревнования.
Большим преимуществом автосимулятора называют открытость для модификаций. Благодаря активной деятельности фанатов Assetto Corsa удалось выпустить модификации, решающие множество проблем игры.
Летом 2018 года, благодаря уязвимости в защите Steam Web API, стало известно, что точное количество пользователей сервиса Steam, которые играли в игру хотя бы один раз, составляет 826 288 человек.